# Tracy Chapman (альбом)
Tracy Chapman — дебютный студийный альбом американской певицы и автора-исполнителя Трейси Чепмен, вышедший 5 апреля 1988 года на лейбле Elektra. Продюсером был David Kershenbaum. Альбом был записан на студии Powertrax в Голливуде, штат Калифорния. В 1987 году Чепмен была открыта сокурсником по Университету Тафтса Брайаном Коппельманом. Он предложил показать её работы своему отцу, который владел успешной издательской компанией; однако она не посчитала это предложение серьёзным. Однако после нескольких выступлений Коппельман нашёл демозапись её сингла «Talkin' 'bout a Revolution», которую он предложил радиостанциям, и в итоге она была подписана на Elektra Records.
В ранних попытках спродюсировать первый альбом многие продюсеры отказали Чепмен, так как им не нравилось её музыкальное направление. Дэвид Кершенбаум, однако, решил продюсировать его, поскольку хотел записать альбом акустической музыки. Альбом был записан в Голливуде, штат Калифорния, за восемь недель. Большая часть композиций основана на политических и социальных причинах.
Альбом Tracy Chapman получил одобрение большинства музыкальных критиков, которые высоко оценили его простоту, вокальные способности Чепмен и её политическую и социальную лирику. Альбом получил коммерческий успех в большинстве стран, в которых он был выпущен, попав на вершины чартов во многих странах, включая Австрию, Канаду, Новую Зеландию, Швейцарию, Данию и Великобританию. Он занял первое место в американском Billboard 200 и получил шестикратный платиновый сертификат от Recording Industry Association of America (RIAA), а его продажи только в США превысили шесть миллионов копий.
С альбома было выпущено три сингла, самым коммерчески успешным из которых стал «Fast Car». Песня была исполнена на концерте в честь 70-летия Нельсона Манделы. Она попала в первую десятку американского Billboard Hot 100, а также имела хорошие результаты в Австралии, Новой Зеландии, Ирландии, Великобритании и других европейских странах. Tracy Chapman входит в Список самых продаваемых в мире альбомов всех времён с продажами более 20 миллионов копий по всему миру.
Диск был номинирован на несколько премий Грэмми, выиграв в категории Лучший современный фолк-альбом.
В апреле 2025 года он был включен в Национальный реестр аудиозаписей Библиотекой Конгресса США. После винилового переиздания 19 апреля 2025 года альбом снова вошёл в топ-10 чартов Top Rock Albums, Americana/Folk Albums, Vinyl Albums и Indie Store Album Sales.

## Об альбоме
В 1987 году Чепмен была открыта студентом университета Тафтса Брайаном Коппельманом. В интервью он сказал: «Я помогал организовывать протесты против апартеида в школе, и [кто-то] сказал мне, что есть крупная протестная певица, которую я должен пригласить выступить на митинге». Он пошёл посмотреть на выступление Чепмен в кофейню под названием Cappuccino. Он сказал: «Трейси вышла на сцену, и это было похоже на прозрение. Её присутствие, её голос, её песни, её искренность — всё это прозвучало». После этого Коппельман сказал ей, что его отец в то время был совладельцем издательства SBK Publishing и может помочь ей записать альбом. Она не стала рассматривать это предложение всерьёз. Однако Коппельман был очень заинтересован в Чапман, поэтому он посещал большинство её концертов. В конце концов она согласилась поговорить с ним, но не записала для него никаких демозаписей. Позже он узнал, что она записывала демозаписи на радиостанции WMFO в Тафтсе в целях защиты авторских прав. Её демо-версия песни «Talkin' 'bout a Revolution» была передана на радиостанции, и после успеха он скопировал её и отнёс своему отцу. Согласно интервью, «он сразу же получил фотографию и прилетел, чтобы увидеть её». Её демозапись привела к подписанию контракта с Elektra Records. Она сказала: «Я должна сказать, что никогда не думала, что получу контракт с крупным лейблом […] Все время, когда я была ребёнком и слушала пластинки и радио, я не думала, что есть хоть какой-то признак того, что звукозаписывающие компании найдут такую музыку, которую я делаю, востребованной на рынке. Особенно когда я пел такие песни, как „Talkin' 'bout a Revolution“ в семидесятые […] Я не видел там места для себя».
Дэвид Кершенбаум сказал, что альбом был «создан по правильным причинам». «У нас был набор идей, которые мы хотели донести, и мы чувствовали, что если мы будем правдивы и верны этим идеям, то люди уловят эмоции и лирическое содержание, которое там было».

## Релиз 2025 года
4 апреля 2025 года вышло новое виниловое переиздание, котрое было подготовлено к выпуску Трейси Чепмен и оригинальным продюсером альбома Дэвидом Кершенбаумом и получено с аналогового мастер-диска. Оно было выпущено как широкодоступное издание на черном виниле весом 180 грамм, а также в трех эксклюзивных для розничных продавцов цветовых вариантах (непрозрачный темно-красный для Walmart, прозрачный оранжевый для независимых магазинов и непрозрачный оранжевый для Urban Outfitters).

## Отзывы
| Оценки критиков               | Оценки критиков |
| Источник                      | Оценка          |
| ----------------------------- | --------------- |
| AllMusic                      | [ 8 ]           |
| Los Angeles Times             | [ 9 ]           |
| NME                           | 8/10            |
| Orlando Sentinel              | [ 11 ]          |
| The Philadelphia Inquirer     | [ 12 ]          |
| Pitchfork                     | 9.4/10          |
| Q                             | [ 14 ]          |
| Rolling Stone                 | [ 15 ]          |
| The Rolling Stone Album Guide | [ 16 ]          |
| The Village Voice             | B+              |

Альбом Tracy Chapman получил признание музыкальных критиков. Согласно Rolling Stone, Чепмен «привлекла всеобщее внимание к альбому в стиле hair-metal конца восьмидесятых». Стивен Томас Эрлевайн из AllMusic написал: «Появившись без особых фанфар весной 1988 года, одноимённый дебютный альбом Трейси Чепмен стал одной из ключевых записей Президентство Джорджа Буша-старшего, послужив точкой отсчёта для всего движения политкорректности (PC) и одновременно возродив традицию авторов-исполнителей». По словам Эрлевайна, «сопоставление современных тем и классического производства именно то, что делает альбом отличительным — оно переносит традиции в настоящее». Он отметил альбом как лучший из всей её дискографии. Роберт Кристгау был менее восторженным в своей рецензии для The Village Voice. Он нашёл «Fast Car» и «Mountains o' Things» очень проницательными, а Чепмен — врождённо одарённой певицей, но был разочарован присутствием «задавания вопросов» и «наивных левофольклорных трюизмов», таких как «Talkin' 'bout a Revolution» и «Why»: «Она слишком хороша для такой снисходительности… Будь реальной, девочка».

## Коммерческий успех
Всего через две недели после выхода альбом был продан тиражом в один миллион копий по всему миру, став большим коммерческим успехом. В целом, альбом был продан тиражом более 20 миллионов копий по всему миру и стал одним из первых альбомов исполнительницы, проданных тиражом более 10 миллионов копий по всему миру.
4 апреля 2025 года альбом был переиздан в США на виниле впервые, по крайней мере с начала 1990-х годов. После винилового переиздания он вошёл в чарты от 19 апреля 2025 года. В чарте Top Album Sales, запущенном в 1991 году, диск возвращается на новом высшем для себя месте (№ 4). Он также дебютирует в Vinyl Albums (№ 2) и Indie Store Album Sales (№ 3); и возвращается в Americana/Folk Albums (№ 4), Top Rock Albums (№ 10), Top Rock & Alternative Albums (№ 11, новя высшая позиция), Catalog Albums (№ 12) и Billboard 200 (№ 51). В последнем чарте диск, который провел неделю на вершине списка в 1988 году, достигает своей самой высокой позиции с 1989 года. За неделю, закончившуюся 10 апреля, в США было продано 14 000 копий альбома Tracy Chapman во всех конфигурациях, из них около 13 500 — на виниле. В 1988 году три песни этого альбома вошли в чарт Billboard Hot 100: получившая Грэмми «Fast Car» (№ 6), «Talkin’ Bout a Revolution» (№ 75) и «Baby Can I Hold You» (№ 48).

## Наследие
В 1989 году альбом занял 10-е место в списке «100 величайших альбомов 80-х» журнала Rolling Stone. В 2003 году альбом занял 261 место в списке журнала Rolling Stone «500 величайших альбомов всех времён», 263 место в пересмотренном списке 2012 года и 256 место в пересмотренном списке 2020 года.
Журнал Slant Magazine включил альбом под номером 49 в свой список «Лучших альбомов 1980-х годов».
Альбом получил признание критиков и помог возродить традицию авторов-исполнителей.

## Список композиций
Все песни написаны Трейси Чепмен.
| №   | Название                     | Длительность |
| --- | ---------------------------- | ------------ |
| 1.  | «Talkin' 'bout a Revolution» | 2:40         |
| 2.  | «Fast Car»                   | 4:57         |
| 3.  | «Across the Lines»           | 3:25         |
| 4.  | «Behind the Wall»            | 1:50         |
| 5.  | «Baby Can I Hold You»        | 3:14         |
| 6.  | «Mountains o' Things»        | 4:39         |
| 7.  | «She's Got Her Ticket»       | 3:57         |
| 8.  | «Why?»                       | 2:06         |
| 9.  | «For My Lover»               | 3:12         |
| 10. | «If Not Now…»                | 3:01         |
| 11. | «For You»                    | 3:10         |

## Позиции в хит-парадах
| Чарт (1988—2025)                       | Высшая позиция |
| -------------------------------------- | -------------- |
| Австралия (ARIA)                       | 2              |
| Австрия (Ö3 Austria)                   | 1              |
| Бельгия/Фландрия (Ultratop)            | 23             |
| Бельгия/Валлония (Ultratop)            | 65             |
| Канада (RPM)                           | 1              |
| Дания (Hitlisten)                      | 17             |
| Нидерланды (Album Top 100)             | 1              |
| Франция (SNEP)                         | 27             |
| Германия (Offizielle Top 100)          | 1              |
| Италия (Classifica album)              | 55             |
| Новая Зеландия (RMNZ)                  | 1              |
| Норвегия (VG-lista)                    | 2              |
| Испания (AFYVE)                        | 2              |
| Швеция (Sverigetopplistan)             | 2              |
| Швейцария (Schweizer Hitparade)        | 1              |
| Великобритания (UK Albums Chart)       | 1              |
| США (Billboard 200)                    | 1              |
| США (Billboard Top R&B/Hip-Hop Albums) | 24             |

| Чарт (1988)                            | Позиция |
| -------------------------------------- | ------- |
| Австралия (ARIA)                       | 7       |
| Австрия (Ö3 Austria)                   | 13      |
| Нидерланды (Album Top 100)             | 5       |
| Германия (Offizielle Top 100)          | 6       |
| Новая Зеландия (RMNZ)                  | 11      |
| Швейцария (Schweizer Hitparade)        | 6       |
| США Billboard 200                      | 21      |
| США Top R&B/Hip-Hop Albums (Billboard) | 100     |

| Чарт (1989)                         | Позиция |
| ----------------------------------- | ------- |
| Австралия (ARIA)                    | 46      |
| Австрия (Ö3 Austria)                | 1       |
| Нидерланды (Album Top 100)          | 91      |
| Новая Зеландия (Offizielle Top 100) | 3       |
| Новая Зеландия (RMNZ)               | 27      |
| Португалия (AFP)                    | 3       |
| Швейцария (Schweizer Hitparade)     | 10      |
| США Billboard 200                   | 41      |
| Европа (Music & Media)              |         |

| Чарт (1999)                    | Позиция |
| ------------------------------ | ------- |
| Великобритания UK Albums (OCC) | 66      |

| Чарт (2001)                    | Позиция |
| ------------------------------ | ------- |
| Великобритания UK Albums (OCC) | 169     |

| Чарт (2002)                    | Позиция |
| ------------------------------ | ------- |
| Великобритания UK Albums (OCC) | 173     |

| Чарт (2003)                    | Позиция |
| ------------------------------ | ------- |
| Великобритания UK Albums (OCC) | 199     |

## Сертификации
| Регион | Сертификация  | Продажи    |
| --- | ------------- | ---------- |
| Аргентина (CAPIF) | 2× Платиновый | 120 000^   |
| Австралия (ARIA) | 7× Платиновый | 490 000^   |
| Австрия (IFPI Austria) | 2× Платиновый | 100 000*   |
| Бельгия (BEA) | Платиновый    | 50 000*    |
| Бразилия (ABPD) | Платиновый    | 250 000*   |
| Канада (Music Canada) | 3× Платиновый | 300 000^   |
| Дания (IFPI Danmark) · sales since 2011 | 6× Платиновый | 120 000    |
| Франция (SNEP) | Бриллиантовый | 1 000 000* |
| Германия (BVMI) | 9× Золотой    | 2 250 000^ |
| Гонконг (IFPI Hong Kong) | Платиновый    | 20 000*    |
| India (IMI) | —             | 6,500      |
| Ирландия (IRMA) | 9× Платиновый | 145,000    |
| Италия · sales 1988-1989 | —             | 700,000    |
| Италия (FIMI) · sales since 2009 | Золотой       | 25 000*    |
| Нидерланды (NVPI) | Платиновый    | 100 000^   |
| Новая Зеландия (RMNZ) | Платиновый    | 15 000^    |
| Португалия (AFP) | Платиновый    | 40 000^    |
| Испания (PROMUSICAE) | 3× Платиновый | 350,000    |
| Швеция (GLF) | Золотой       | 50 000^    |
| Швейцария (IFPI Switzerland) | 4× Платиновый | 200 000^   |
| Великобритания (BPI) | 9× Платиновый | 2,668,869  |
| США (RIAA) | 6× Платиновый | 6 000 000^ |
| Итого |               |            |
| Мир | —             | 20,000,000 |
| * Данные о продажах приведены только на основе сертификации. · ^ Данные о тиражах приведены только на основе сертификации. · Данные о продажах + прослушиваниях приведены только на основе сертификации. |               |            |

## Награды и номинации
31-я церемония «Грэмми»
| Grammy Awards | Grammy Awards     | Grammy Awards                     | Grammy Awards | Grammy Awards |
| Год           | Работа            | Награда                           | Результат     | Ссылка        |
| ------------- | ----------------- | --------------------------------- | ------------- | ------------- |
| 1989          | Tracy Chapman     | Album of the Year                 | Номинация     | [ 88 ]        |
| 1989          | Tracy Chapman     | Best Contemporary Folk Album      | Победа        | [ 88 ]        |
| 1989          | «Fast Car»        | Song of the Year                  | Номинация     | [ 88 ]        |
| 1989          | «Fast Car»        | Record of the Year                | Номинация     | [ 88 ]        |
| 1989          | «Fast Car»        | Best Female Pop Vocal Performance | Победа        | [ 88 ]        |
| 1989          | Трейси Чепмен     | Best New Artist                   | Победа        | [ 88 ]        |
| 1989          | David Kershenbaum | Producer of the Year              | Номинация     | [ 89 ]        |